# Katal
O katal (símbolo: kat) é a unidade de medida do SI da atividade catalítica.  É uma unidade derivada do SI para quantificar a atividade catalítica de enzimas e outros catalisadores.
Seu uso é recomendado pela Conferência Geral de Pesos e Medidas e outras organizações internacionais.
O katal não é usado para demonstrar a taxa de reações - que é expressa em unidades de concentração por segundo (ou moles por litro por segundo). Um katal de tripsina, por exemplo, é a quantidade de tripsina que quebra  um mol de ligação peptídica por segundo, sob condições especificadas.

## Definição
O katal é expresso em moles/s.
{\displaystyle kat=mol/s}